# Toronto-Sud
Pour les articles homonymes, voir Toronto (homonymie).

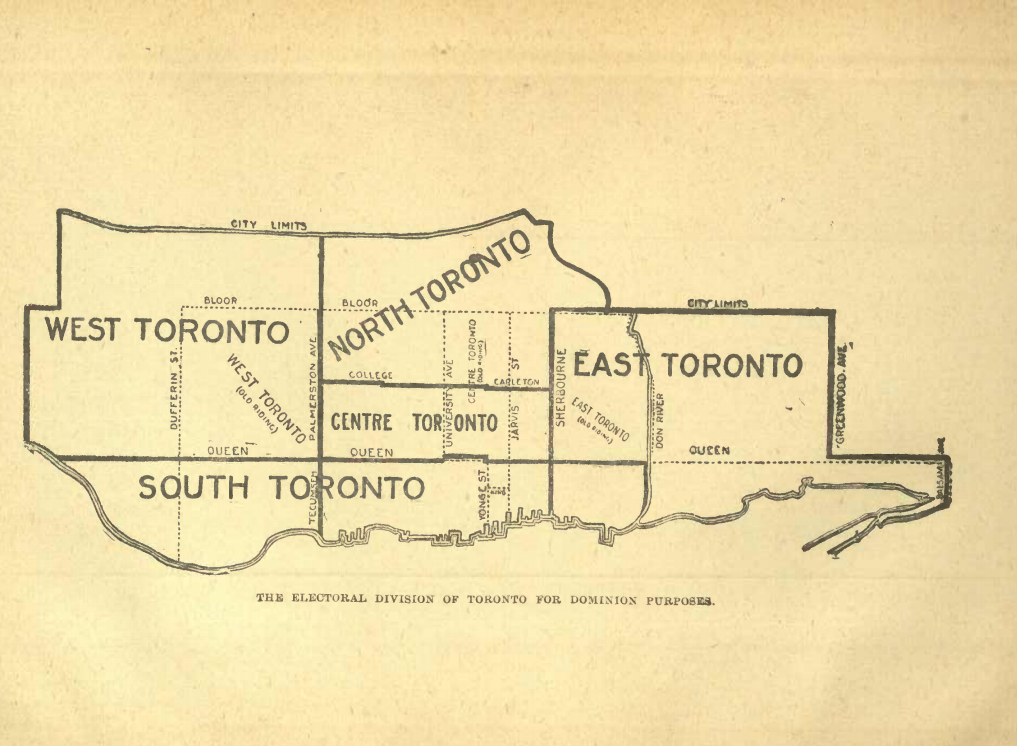
Carte des circonscriptions de Toronto en 1904.

Toronto-Sud fut une circonscription électorale fédérale de l'Ontario, représentée de 1904 à 1935. 
La circonscription de Toronto-Sud a été créée en 1903 avec des parties de Toronto-Centre, Toronto-Est, Toronto-Ouest et York-Est. Abolie en 1933, elle fut redistribuée parmi Spadina, Saint-Paul's et Trinity.

## Géographie
En 1903, la circonscription de Toronto-Sud fut délimitée par la rivière Don, le sud de la rue Queen et incluait la Toronto Island. 

## Députés
1. 1904-1917 — Angus Claude Macdonell, CON
2. 1917-1925 — Charles Sheard, CON
3. 1925-1935 — George Reginald Geary, CON

- CON = Parti conservateur du Canada (ancien)